# Eddie Olczyk
Edward Walter „Eddie“ Olczyk (* 16. srpna 1966 Chicago, Illinois) je bývalý americký hráč ledního hokeje, trenér a sportovní komentátor.
Mezi lety 1984 až 2000 nastoupil na víc než 1000 zápasu NHL v klubech Chicago Black Hawks, Toronto Maple Leafs, Winnipeg Jets, New York Rangers, Los Angeles Kings a Pittsburgh Penguins. S New York Rangers vyhrál v roce 1994 Stanley Cup.
Po ukončení aktivní hráčské kariéry byl v letech 2003 až 2005 trenérem Pittsburgh Penguins.
15. srpna 2012 byl slavnostně uveden do Síně ledního hokeje Spojených států.
V posledních letech se věnuje sportovnímu moderátorství na kanálu NBC a pro klub Chicago Blackhawks.